# カンタベリー管区

イングランド教会は南のカンタベリー管区と北のヨーク管区からなる

カンタベリー管区（カンタベリーかんく、英語: Province of Canterbury）は、非公式には南部管区と呼ばれ、イングランド教会を構成する2つの管区の1つで、もう1つはヨーク管区 (12 の教区で構成される) である。
この管区は 30の教区（カンタベリー教区・ロンドン教区など）で構成され、イングランドのおよそ3分の2を占め、ウェールズの一部、チャネル諸島のすべて含み 、ヨーロッパ教区としてヨーロッパ大陸、モロッコ、トルコ、モンゴル、旧ソ連の領土にある聖公会教会および集会も含む。
カンタベリー管区は、以前はウェールズ全体をカバーしていたが、1920年にウェールズの教会の当時の 4 つの教区が解体され、カンタベリーから分離されて、聖公会の明確な教会管区（ウェールズ聖公会）を形成した時に、その管轄権のほとんどを失った。1915 年から 1916 年にかけての協定で、イングランドとウェールズの一時的な境界に教会の境界がまたがる「ボーダー教区」の一部として定義されたウェールズの 18 の地域は、イングランド教会の一部であり続けることを選択したので、それに対する管轄権はカンタベリー管区が保持した。
カンタベリー管区のメトロポリタン主教はカンタベリー大主教で、管区外教区のフォークランド諸島も監督している。

## 参照項目
- ヨーク管区
- カンタベリー管区の主教区一覧（List of Anglican dioceses in the United Kingdom and Ireland）